# Arthur Clark (rugby à XV)
Pour les articles homonymes, voir Arthur Clark et Clark.
Pas d'image ? Cliquez ici

a Compétitions nationales et continentales officielles uniquement.

b Matchs officiels uniquement.
Dernière mise à jour le 21 juillet 2025.
Arthur Clark, né le 19 décembre 2001 à Oxford (Angleterre), est un joueur international anglais de rugby à XV jouant au poste de deuxième ligne à Gloucester Rugby.

## Biographie

### Jeunesse et formation
Arthur Clark naît à Oxford en Angleterre. Son père, Barry Clark est un ancien joueur de rugby à XV ayant joué pour le Gloucester RFC dans les années 1980. Sa famille possède une ferme à Todenham. Il étudie l'agriculture au Hartpury University and Hartpury College (en). Il joue lui aussi au rugby à XV au club de Stow-on-the-Wold avant de rejoindre le centre de formation de Gloucester Rugby. Il est ensuite appelé avec l'équipe d'Angleterre des moins de 18 ans mais les matchs sont annulés à cause de la pandémie de Covid-19.
En 2021, il est sélectionné avec l'équipe d'Angleterre des moins de 20 ans pour le Tournoi des Six Nations. Avec sa sélection, ils remportent le Tournoi en réalisant le Grand Chelem,.

### Carrière professionnelle
Arthur Clark évolue au Hartpury RFC, en Championnat d'Angleterre de 2e division, durant la saison 2020-2021.
De retour à Gloucester Rugby pour l'exercice 2021-2022, il fait ses débuts seniors avec son club formateur en Coupe d'Angleterre contre les Exeter Chiefs. En début de saison suivante, il marque l'essai de la victoire face aux Worcester Warriors lors d'un match de Coupe.
Durant la suite de la saison 2022-2023, il est prêté au Hartpury RFC.
En début de saison 2023-2024, il est désigné capitaine de Gloucester Rugby pour les matchs de Coupe d'Angleterre. L'équipe atteint la finale de la compétition où elle bat les Leicester Tigers 23 à 13. Plus tard dans la saison, Arthur Clark est titulaire lors de la finale de Challenge Cup perdue 22 à 36 contre les Sharks d'Afrique du Sud. Durant cette saison, il fait également un court passage en prêt aux Harlequins pour compenser les blessures de Dino Lamb et Stephan Lewies.
En novembre 2024, il est sélectionné en équipe d'Angleterre A pour affronter l'Australie A (en). Il est titularisé dans cette rencontre remportée 38 à 17. Ensuite, au mois de janvier 2025, il prolonge son contrat avec son club formateur. Dans le même temps, il est sélectionné pour la première fois de sa carrière en équipe d'Angleterre pour le Tournoi des Six Nations 2025, en remplacement d'Alex Coles.
Au mois de juillet 2025, il connaît sa première cape internationale avec le XV de la Rose contre les États-Unis.

## Palmarès

### En club
- Vainqueur de la Coupe d'Angleterre en 2024 avec Gloucester Rugby.

### En équipe nationale
- Vainqueur du Tournoi des Six Nations des moins de 20 ans en 2021 avec l'équipe d'Angleterre.